# Cylloepus vianai
Cylloepus vianai is een keversoort uit de familie beekkevers (Elmidae). De wetenschappelijke naam van de soort werd in 1951 gepubliceerd door Howard Everest Hinton.